# شنیتسل کاراجورجه
شنیتسل کاراجورجه (انگلیسی: Karađorđe's schnitzel) یک غذای گوشتی صربی است که به افتخار کاراجورجه، رهبر قیام اول صربستان، نامگذاری شده است. این غذا از فیله گوساله یا خوک یا گوشت مرغ که نازک کوبیده شده، با سرشیر و پنیر پر شده، سپس رول شده، در آرد سوخاری غلتانده شده و در روغن سرخ می‌شود، تهیه می‌شود.
شنیتسل کاراجورجه معمولاً با سیب‌زمینی سرخ کرده و سس تارتار سرو می‌شود. این غذا در صربستان و کشورهای منطقه بالکان بسیار محبوب است.

## پیشینه
این غذا برای اولین بار در سال ۱۹۵۹ در رستوران «گلف» در بلگراد توسط آشپزی به نام میلوان میچا اِستویانوویچ تهیه شد.
داستان‌های مختلفی دربارهٔ چگونگی ابداع این غذا وجود دارد. یکی از آنها این است که استویانوویچ می‌خواست «شنیتسل کوردون بلو» را درست کند، اما سرشیر در دسترس نداشت و به جای آن از خامه و پنیر استفاده کرد.
شکل رول شده این شنیتسل و مواد داخل آن یادآور مدال‌های نظامی کاراجورجه است.
شنیتسل کاراجورجه در برخی رستوران‌ها با نام‌های دیگری مانند «شنیتسل دوشیزگان» (به دلیل شکل ظاهری آن) یا «شنیتسل غافلگیرکننده» نیز سرو می‌شود.
این غذا در منوی بسیاری از رستوران‌های صربی و همچنین در برخی رستوران‌های بین‌المللی که غذاهای بالکان را سرو می‌کنند، یافت می‌شود.